# Tour Louise
Pour les articles homonymes, voir Louise.
La Tour Louise, aussi appelé Tour Generali ou Tour Trieste, est un immeuble de bureaux de style international (tendance du Mouvement moderne des années 1950-1970) situé sur l'avenue Louise à Bruxelles, réalisé par les architectes André et Jean Polak, entre 1963 et 1965.

## Localisation
Le complexe occupe une grande partie de l'îlot délimité par les rues Paul Janson, Livourne, Defacqz et l'avenue Louise. Il est dans la zone de protection de l'hôtel Wielemans et son jardin se situant au rue Defacqz 14.
La tour elle-même se trouve à l'angle de l'avenue Louise et de la rue Defacqz. 

## Histoire
Le complexe est conçu par André et Jean Polak en collaboration avec René Aubry et Jacques Chariot à la demande des Entreprises Ed. François & Fils S.A.
Le 27 septembre 1961, un avant-projet sur le gabarit propose de construire en recul de 6 m sur l’alignement des façades un immeuble d’une hauteur de 40 m avec une profondeur de 26 m dans l’îlot. L’impact sur l’ensoleillement des propriétés voisines remettant en cause ces gabarits, il a été admis un immeuble de 40 m de hauteur avec une profondeur de 14,50 m en restant éloigné d’au moins 8 m de la mitoyenneté.
Les Entreprises Ed. François & Fils S.A. vendent le projet en juillet 1963 à deux compagnies d'assurances: "Assurances Générales de Trieste" et "De Nederlanden van 1870".
En 1963, une demande de permis de bâtir est introduite pour la construction d’un complexe de vingt étages. Puis en 1964, une nouvelle demande est établie pour construire trois étages supplémentaires. Enfin en 1965, une dernière demande est introduite pour l'aménagement de l'étage technique qui se trouve au dernier étage de la tour.
À la suite du PPAS Louise qui donne l’autorisation de construire en hauteur et en intérieur d’îlot, la tour Louise devient la première tour bâtie de l’avenue Louise.
L'immeuble est inscrit à l'Inventaire du Patrimoine architectural de la Région bruxelloise.
Le 28 mai 2015, un permis d'urbanisme a été délivré permettant la modification du volume d'entrée et le réaménagement de l'esplanade se trouvant au pied de la tour.
Elle a été vendue par Athora Belgium à Patrizia AG en décembre 2019.

## Architecture
La Tour fait partie d'un complexe composé :
- de la tour de 23 étages, à usage de bureaux, plus 1 étage technique.
- d'un bâtiment latéral de 6 étages donnant sur l'avenue Louise, à usage de bureaux.
- d'un bâtiment latéral de 4 étages donnant sur la rue Defacqz, à usage de bureaux.
- d'un bâtiment à l'arrière composé d'un rez-de-chaussée avec en sous-sol 3 niveaux de parkings.
- d'un immeuble à appartements de 5 étages donnant sur la rue de Livourne.

L'entrée au parking se fait depuis la rue de Livourne.
La Tour Louise, mesurant environ 90 m de haut, est composée d'un rez-de-chaussée avec entresol, de 23 étages à usage de bureaux et d'un dernier étage pour les équipements techniques. 
Son plan est un hexagone oblong. 
L'ossature mixte est constituée d’éléments métalliques et de béton armé. Les planchers et le noyau central sont en béton armé. Les vingt colonnes périphériques sont en poutrelles d’acier. Les poutres périphériques sont reliées au noyau central par des poutres de planchers.
Les façades rideaux sont composées d’un même élément de châssis-panneaux d’une ossature en aluminium.
Les façades du dernier étage qui est en recul sont revêtus d’un cache en aluminium de tôles ondulées.
Chaque étage est séparé par des bandeaux horizontaux saillants, formant des bandeaux saillants pour faciliter l'entretien des vitres, réduire l'éblouissement à l'intérieur des bureaux mais permet aussi de briser la vue verticale supprimant ainsi l'impression de vertige. Ces bandeaux sont revêtus d’un cache en aluminium.
Les colonnes périphériques sont revêtues de tôle d’aluminium anodisée noir.
Les châssis de fenêtres sont en recul de 85 cm par rapport à la face extérieure de la poutre périphérique extérieur. Chaque élément de châssis, d’un module de 1,7 m de large sont fixes à l’exception de deux par étage permettant l’accès aux bandeaux saillants. Les modules de verre double vitrages isolation Polyglass sont composés d’une glace absorbante trempée de teinte verdâtre et d’une glace intérieure normale.
Les étages situés entre les niveaux 2 et 23 présentent le même plan libre avec les parties communes et les circulations verticales dans le noyau central, un dégagement périphérique desservant les bureaux, des surfaces de bureaux, des châssis et d’un balcon périphérique. Une cellule-type est composé de deux travées de 1,70m de large et 5,82 m de profondeur. 
Concernant les fondations, le noyau central de la tour est posé sur un radier de 1,60 m d'épaisseur et les colonnes sur des semelles pyramidales de 4 m x 4 m.

## Restaurations et autres travaux conduits
- 1995: Restauration en profondeur: création d'un auvent (sous dessin de l'architecte J.Polak), remplacement des deux  tourniquets d'entrées par un seul plus important, remplacement des châssis d'entrée, remplacement des portes internes, abaissement des plafonds du hall d'entrée, fermeture du hall des ascenseurs par une porte coulissante automatique, placement de panneaux d'absorption acoustique le long des murs ainsi que sur le plafond, remplacement du sol par des dalles en granit noir et gris, remplacement de l'illumination, remplacement du système de ventilation, déplacement du banc d'accueil des huissiers, enlèvement de la couche de protection au feu contenant une très faible proportion d’amiante puis restauration des étages supérieurs. La restauration dans le cadre de l'association momentanée Falco a duré dix-huit ans.
- 1999: modification des portes dans les vitrines des façades du rez-de-chaussée côté gauche, suppression des quatre portes existantes qui seront remplacées par des grandes vitrines et création de deux nouvelles double-portes dans les vitrines avoisinantes.
- 2014 : projet d'aménagement de la toiture plate du 5e étage en toiture terrasse (refusé).
- 2015 : projet d’éclairage de la tour Louise (refusé).
- 2015 : modification du volume d'entrée et réaménagement de l'esplanade se trouvant au pied de la tour[2].
- 2020 : nouvelle restauration complète des techniques, de la façade ainsi qu'enlèvement de l'amiante toujours présente.

### Ouvrages
- Culot Maurice et Kir Emir, Bruxelles architectures: de 1950 à aujourd'hui, Editions AAM , 2012.
- Demey, Thierry., Des gratte-ciel dans Bruxelles, La tentation de la ville verticale, Badeaux, Bruxelles, 2008.
- Dejemeppe Pierre, Bernard Pierre et Cohen Maurizio, Bruxelles, les tours, la ville, Région de Bruxelles-Capitale, 2010.
- Duquenne Xavier, L'Avenue Louise à Bruxelles, Xavier Duquenne éditeur, 2007.
- Meganck, Marc, Bruxelles de tour en tour, Aparté, Bruxelles, 2004, pp. 186-187.
- Mierop Caroline, L'avenue Louise, Bruxelles: Ministère de la Région de Bruxelles-Capitale, 1997.

### Périodiques
- "La Tour Louise à Bruxelles", dans Architecture, n°80 novembre-décembre 1967.
- "La Tour Louise", dans La Maison, n°1 janvier 1968.
- Leloutre, Géry et Provost, Michel, « Construire vertical, une optimisation entre plan et structure », Bruxelles Patrimoines, n° 003-004, septembre 2012, pp.129-147.

## Fonds d'archives
- Archives de la Ville de Bruxelles
- Archives du CIVA